# 德勒戈耶什蒂鄉
45°42′N 21°40′E / 45.700°N 21.667°E
德勒戈耶什蒂鄉（羅馬尼亞語：Comuna Drăgoiești, Suceava），是羅馬尼亞的鄉份，位於該國東北部，由蘇恰瓦縣負責管轄，面積34平方公里，海拔高度385米，2007年人口2,560，人口密度每平方公里74人。